# Aire protégée de Nakai-Nam Theun
L'aire protégée de Nakai-Nam Theun est une aire protégée du Laos, couvrant 3 445 km2 dans la province de Khammouane.